# La ragazza dal cuore d'acciaio
La ragazza dal cuore d'acciaio (Leather Maiden, traducibile come "donzella di pelle" o "di cuoio") è un romanzo dello scrittore statunitense Joe R. Lansdale, pubblicato nel 2007.

## Storia editoriale
Il romanzo è stato pubblicato per la prima volta in Italia nel 2007 nell'edizione tradotta in italiano e successivamente, nel 2008, negli Stati Uniti nell'edizione in lingua originale inglese.
Il titolo del libro è ripreso da un fittizio libro di poesie posseduto da Caroline, uno dei personaggi, al quale il narratore Cason Statler riferisce poi l'espressione.

## Trama

### Gli antefatti
(Joe R. Lansdale, incipit de La ragazza dal cuore d'acciaio)
Dopo essersi congedato dall'esercito americano, con cui ha partecipato alle campagne in Afghanistan e in Iraq, Cason Statler torna nella città natale di Camp Rapture, nel Texas orientale, per rimettersi a lavorare come giornalista. Sostiene un colloquio con la signora Timpson, direttrice del Camp Rapture Report, che lo assume, e fa la conoscenza di Belinda, una bella biondina che lavora al banco dell'accettazione, e di Oswald, un giornalista di colore che non gli ispira fiducia. Dando un'occhiata agli appunti di Francine, la giornalista morta da poco di cui ha preso il posto, Cason decide di cominciare a indagare sulla scomparsa di Caroline Allison, una studentessa universitaria della quale non si hanno notizie da sei mesi.
Cason va poi dai suoi genitori, presso i quali alloggerà finché non avrà trovato un appartamento in affitto. Suo padre lo ragguaglia sulla situazione contingente: in città c'è fermento per la proposta di costruire una scuola nel quartiere abitato dagli afroamericani, alla quale si oppongono per opposti motivi sia il predicatore negro Judence sia il pastore bianco Dinkins. Cason incontra anche Jazzy, una bambina con una situazione famigliare problematica che abita vicino a loro.
Nei giorni successivi conosce Mercury, l'archivista del Reporter che gli dà ulteriori informazioni sul caso di Caroline. Incontra anche la sua ex fidanzata Gabby, che rifiuta di riallacciare il loro legame, e suo fratello Jimmy, professore universitario che gli dice di ricordarsi della ragazza scomparsa.
Al giornale riceve una busta senza mittente che contiene un DVD, registrato tramite la telecamera di sicurezza di un motel, nel quale si vede Jimmy che ha un rapporto sessuale con Caroline. Cason avverte suo fratello, che ammette la relazione e che confessa che per Caroline avrebbe anche potuto lasciare sua moglie Trixie.
Cason riceve una telefonata da Booger, un suo vecchio compagno d'armi che si è messo a gestire un poligono di tiro con annesso bar in Oklahoma. Per dimenticare Gabby, Cason invita Belinda a uscire con lui; la giovane accetta. Jimmy poi lo avverte di aver ricevuto una richiesta di 10 000 dollari sotto la minaccia di divulgare il filmato che lo vede con Caroline. I due fratelli stilano allora un piano per incastrare i ricattatori.

### L'azione
Cason e Jimmy si appostano vicino alla casa abbandonata indicata come luogo dell'appuntamento e colgono di sorpresa i ricattatori, che si rivelano essere due giovani studenti universitari, ernie Smith e Tabitha Patrick. Gli Statler si fanno guidare alla loro casa per farsi consegnare le altre copie del DVD; Ernie e Tabitha raccontano di far parte di un gruppo di appassionati di esplorazione metropolitana al quale appartenevano anche Caroline e due suoi amici balordi, con i quali metteva in atto dei comportamenti audaci e temerari; tra i suoi tanti amanti, si annoverava anche il reverendo Dinkins.
Jimmy e Cason prendono i DVD e l'hard disk del computer di Ernie e se ne vanno. Cason si reca poi, la mattina presto, in un ripostiglio della chiesa di Dinkins che gli hanno indicato i ragazzi e vi trova degli altri DVD. Mentre passa davanti all'ambulatorio veterinario di Gabby, riconosce la motocicletta di suo fratello; pensando che ne sia divenuto l'amante, lo aggredisce. Jimmy gli spiega che invece desiderava solo fare da paciere. Cason allora rivede Belinda e le confida le sue scoperte.

### Ciascun giocatore al proprio posto
Tornato al giornale, Cason apprende che Ernie è stato ritrovato morto in casa e che Tabitha è scomparsa. Si reca due volte alla casa dov'era già stato col fratello: una subito, con la polizia che sta ancora facendo dei rilevamenti, e un'altra col favore delle tenebre.
Dopo aver ottenuto dalla Timpson di avere Belinda come assistente, contatta il padrone di casa di Caroline e della sua amica Ronnie, anch'essa sparita dalla circolazione, il quale rivela che le ragazze erano ancora in contatto con la loro madre affidataria. Cason e Belinda si recano quindi a Cleveland per incontrare quest'ultima, la signora Soledad, che racconta loro che Caroline ha avuto una figlia all'età di 13 anni, la stessa alla quale sua madre l'aveva data alla luce.
Rientrando in casa, Cason trova Booger che vi si è accomodato. Riceve un pacchetto contenente tre foto di donne, apparentemente decedute, sulle quali sono indicati i nomi di Tabitha, Ronnie e Caroline assieme alla scritta "traditrice", oltre a un foglietto con un indirizzo e un testo che sembra un rompicapo. Cason e Booger si recano all'indirizzo e vi trovano la pelle di Tabitha, accuratamente scuoiata e montata su un supporto che la tiene in forma. In corrispondenza del capo Cavon reperisce una lettera con un altro indirizzo: quello della Prima Chiesa Battista del quartiere negro, danneggiata da un incendio e in attesa di demolizione per la costruzione della scuola. Nel sottotetto rinvengono la pelle di Ronnie, sottoposta allo stesso trattamento, e un telescopio puntato verso la casa di Belinda. In preda a un cattivo presentimento, Cason e Booger passano anche da lei, ma la giovane non c'è: al suo posto, un biglietto scritto in tono minaccioso. A casa sua, Cason riceve una telefonata dai rapitori, che gli propongono uno scambio tra Belinda e Jimmy. Riesaminando le fotografie, Cason intuisce che Caroline non è morta, e che probabilmente è lei che, con i suoi sodali, sta tessendo una trama per uccidere il reverendo Judence e gettare la città nello scompiglio.

### Una lotta contro il tempo
Dopo aver consultato Mercury al giornale, Cason si accorge che c'è un'auto che lo pedina: fa allora in modo di buttarla fuori strada, quindi costringe il suo guidatore (Gregore, l'amico di Caroline che Ernie chiamava "Glu") a seguirlo a casa, dove Booger gli estorce con la tortura tutte le informazioni che desidera: il mandante dell'omicidio programmato è Dinkins, e Caroline sta per portare Belinda nella torre dell'orologio dell'università, dove la sottoporrà alla stessa sorte delle altre. Nonostante Cason abbia promesso a Gregore di risparmiargli la vita, Booger lo elimina con un colpo di pistola.

### Tutti i polli rientrano a casa per la notte
Cason e Booger, giunti al campus poco prima del comizio che deve tenere Judence, entrano nella torre e vedono Belinda che, legata al meccanismo dell'orologio, rischia lo snervamento. Cason corre verso di lei ma si trova davanti Caroline armata di coltello; comunque, dopo una lotta forsennata, riesce a piantarglielo nella gola e può così salvare la sua amata. Intanto, Booger ha eliminato l'altro complice sparandogli con un fucile dotato di silenziatore e teleobiettivo.
A casa, Belinda, che non riesce ancora a parlare per effetto del narcotico e della corda che le stringeva il collo, spiega che con loro c'era anche una bambina, figlia di Caroline: si trattava di Jazzy, che sua madre nel suo ragionamento perverso intendeva sacrificare per rendersi insensibile alle emozioni. Cason, ricordando che Soledad gli aveva rivelato la passione di Caroline per il racconto di Poe La sepoltura prematura e il film che ne era stato tratto, comprende che Jazzy dev'essere stata sepolta viva, e dopo averne individuato il luogo, riesce a salvarla. Il giorno dopo getta il cadavere di Caroline nel luogo dove aveva fatto perdere le proprie tracce.
(Joe R. Lansdale, explicit de La ragazza dal cuore d'acciaio)

## Personaggi
Cason Statler
Giornalista sulla trentina. Prima di arruolarsi ha lavorato in un giornale di Houston, dove è andato vicino a vincere il Premio Pulitzer, lasciando poi il lavoro e il paese dopo che è stata scoperta la sua relazione con la moglie del suo principale.
Belinda Hickman
Attraente tirocinante del Camp Rapture Report, più giovane di Cason di un anno.
Margot Timpson
Direttrice del Camp Rapture Report. È una donna autoritaria ma capace nel proprio campo.
Oswald Oswald
Giovane e ambizioso giornalista di colore del Camp Rapture Report, che ironizza sul fatto di essere parzialmente omonimo dell'assassino di Kennedy.
Jack Mercury
Archivista e informatico del Camp Rapture Report. "Poteva avere dai trentacinque ai trentotto anni, un aspetto sano e la carnagione pallida. Sembrava in grado di piegare un attizzatoio da camino col ginocchio e, in una giornata particolarmente buona, strapparne l'estremità a morsi, ma certo non doveva piacergli particolarmente la luce del sole. Aveva i capelli biondi e occhi azzurri pungenti che, su quel volto pallido, sembravano ancora più azzurri."
Caroline Allison
Studentessa univerasitaria di 23 anni, specializzanda in storia, attorno alla cui scomparsa rota tutta la vicenda.
Jasmine, detta Jazzy
Bambina di 10 anni, figlia di Caroline. Vive vicino ai genitori di Cason, che alla fine della vicenda ne chiedono l'affidamento.
Il signor Statler
Meccanico in pensione, che fa ancora qualche lavoretto con le automobili. È il padre di Cason e Jimmy.
La signora Statler
Insegnante in pensione, madre di Cason e Jimmy.
Jimmy Statler
Fratello maggiore di Cason, professore di storia all'università di Camp Rapture.
Trixie
Moglie di Jimmy.
Gabby
Giovane veterinaria di etnia ispanica, già fidanzata di Cason, lasciata da questi quando decise di arruolarsi.
Ronnie Fisher
Amica e coinquilina di Caroline, della quale condivideva la madre affidataria, la signora Soledad.
Lanagan
Capo della polizia di Camp Rapture, originario del Michigan. Cason apprende da lui con stupore che è laureato in letteratura.
Booger
Ex commilitone di Cason. È un uomo di razza mista, non molto alto ma dal fisico massiccio, coi capelli rasati a zero, con una grande passione per le armi da fuoco e pronto ad usare la violenza.
Conchita
Cameriera ispanica del bar di Booger.
Runt
Barista alle dipendenze di Booger. "Era alto quasi due metri e aveva una chioma bianca che sembrava il risultato di una scossa elettrica, un torace simile a un barile da cinquanta galloni e due denti e mezzo – quest'ultimo spezzato da una sberla in bocca che qualcuno gli aveva dato con un cric."
Ernie Smith
Studente dell'università di Camp Rapture che cerca di ricattare Jimmy e viene ucciso da Caroline e dai suoi complici.
Tabitha Patrick
Ragazza di Ernie, anche lei studentessa, aspirante ricattatrice e vittima di Caroline e complici.
Gregore
Complice di Caroline, sui trentacinque anni, con problemi di alcolismo. È chiamato Glu da Ernie e Tabitha.
Bill
Complice di Caroline, sui quarant'anni, con un occhio guercio. È chiamato Simpaticone da Caroline, lo Strambo da Ernie e Tabitha e Papà Bill da Jazzy.
Leon Cripson
Padrone di casa di Caroline e Ronnie.
La signora Soledad
Madre affidataria di Caroline e Ronnie, con la quale è rimasta in contatto epistolare.
Il reverendo Judence
Predicatore di colore, contrario alla costruzione della scuola perché, venendo frequentata esclusivamente dai ragazzi neri della zona, finirebbe col riproporre nei fatti la segregazione razziale.
Gus Dinkins
Pastore battista bianco, contrario alla costruzione della scuola perché non vuole che fondi pubblici siano destinati al benessere della comunità nera. È stato uno degli amanti di Caroline che, dopo essere stata pagata per la commissione dell'omicidio di Judence, progetta di ricattarlo o rovinarlo facendo divenire di dominio pubblico i filmati che li mostrano insieme.

## Opere collegate
Il personaggio di Cason Statler sarebbe poi stato riutilizzato dall'autore nei romanzi Devil Red, Honky Tonk Samurai e Caldo in inverno. Negli ultimi due riappare anche Booger.

## Edizioni
- Joe R. Lansdale, La ragazza dal cuore d'acciaio, traduzione di Seba Pezzani, Vintage, Roma, Fanucci, 2007, ISBN 978-8-834-71348-8.
- (EN) Joe R. Lansdale, Leather Maiden, New York, Knopf, 2008, ISBN 978-0-375-41452-7. Ospitato su archive.org.
- (FR) Joe R. Lansdale, Vierge de cuir, traduzione di Bernard Blanc, Thriller, Parigi, Le Rocher, 2009, ISBN 978-2-268-06767-4.
- (DE) Joe R. Lansdale, Gauklersommer, Golkonda, 2011, ISBN 978-3-942396-09-7.